# 螺旋 (ヴァンゲリスのアルバム)
『螺旋』（らせん、SPIRAL）は、ヴァンゲリスのアルバム。

## 収録曲
1. 螺旋 - Spiral (6:56)
2. バラッド - Ballad (8:25)
3. 托鉢僧D - Dervish D (5:13)
4. 見知らぬ男 - To The Unknown Man (9:03)
5. 3+3 (9:35)

## 概要
RCAレコードで『反射率0.39』に続いてリリースした3作目のアルバム。ジャケットはオーディオ用のプラグが先頭に装備されたカール型のコードが、青空を螺旋状に進んでいくというもので、ヴァンゲリス自らがデザインした。

ジャケット下部に掲げられた"Going on means going far Going far means returning (TAO TE-CHING )"という言葉は、古代中国の思想家・老子の著作とされる『老子道徳経』(TAO TE-CHIN)第25章の第5節「大曰逝、逝曰遠、遠曰反」の英訳である。書き下し文は「大なれば曰（ここ）に逝（ゆ）く、逝けば曰に遠く、遠ければ曰に反（かえ）る」。現代語に訳すと「広がり行けば遠ざかり、遠ざかれば回帰する」といった意味。

なお、日本盤ではTo The Unknown Man に「見知らぬ男」との邦題が付けられているが、これは誤訳。「名も無き者へ」とすべきである。

### シングル
本アルバムの発売に合わせて、次のシングルレコードが欧米で発売された。ただし、欧州盤と米国盤とでは、収録曲目は同じであるが内容が異なる。以下は欧州盤の内容。
- 『To The Unknown Man』

A面: To The Unknown Man
B面: To The Unknown Man (Part Two)
※ このEP盤については米国盤ではアルバムの4.を分割してA・B両面に収録しているが、欧州盤ではA面は同じくアルバムの4.の抜粋であるものの、B面はアルバム未収録の曲が収録されている。この欧州盤のB面のPart Twoは、その後のヴァンゲリスのいかなるアルバムにも収録されておらず、事実上「幻の曲」となっている。

## 歌

### ドイツ語
アルバムの4.の序盤から中盤にかけて（6:02辺りまで）の部分の旋律は、ミルバによって歌（ドイツ語）として次のアルバムに含まれリリースされている。
- 『女心/ヴァンゲリスを歌う Ich hab' keine Angst』 (ドイツ盤1981年、日本盤1986年)

1. 眠れない理由（わけ） - Ich hab' keine Angst (To The Unknown Man) (4:14) ※ 作詞: Thomas Woitkewitsch
- 日本語曲名及び収録時間は日本国内盤LP(K28P 337)による。ただし、曲順はCD上のもの。

### 日本語
アルバムの4.の序盤から中盤にかけて（6:02辺りまで）の部分の旋律は、みなみらんぼうによって歌（日本語）として次のアルバムに含まれリリースされている。
- 『ランブリング ランボウ Rambling Rainbow』 (1982年)

A面5. 見知らぬ男 (5:42) ※ 作詞: みなみらんぼう、編曲: 若草恵
- 日本語曲名及び収録時間は日本国内盤LP(RHL-8803)による。他にカセットでも発売された(RHT-8803)。